# 巴尔德甘加
巴尔德甘加，是西班牙卡斯蒂利亚-拉曼恰自治区阿尔瓦塞特省的一个市镇。 总面积71km², 总人口1914人（2001年），人口密度27人/km²。